# Just Like Tom Thumb’s Blues
Just Like Tom Thumb’s Blues ist ein Folk-Rocksong des US-amerikanischen Musikers Bob Dylan, der erstmals 1965 auf seinem Album Highway 61 Revisited erschien, 1966 dann auch in einer Live-Version als B-Seite der Single I Want You.
Das englische Musikmagazin Uncut rangierte den Song in ihrer 2002 erstellten Liste der 40 besten Bob-Dylan-Lieder auf Platz 38.

## Entstehung
Der Song wurde von Dylan und seiner Band am 2. August 1965 in einer Session unter der Produktion von Bob Johnston bei Columbia Records aufgenommen. Mit ihm entstanden für dasselbe Album auch die Stücke Ballad of a Thin Man, Queen Jane Approximately und Highway 61 Revisited. Mit Dylan musizierten Mike Bloomfield an der E-Gitarre, Al Kooper am Pianet, Paul Griffin am Piano, Harvey Brooks am E-Bass und Bobby Gregg am Schlagzeug. Dylan selbst spielte eine Gitarre und Mundharmonika.
Sie benötigten 16 Takes, bis schließlich die Version entstand, die auf Highway 61 Revisited erschien.
Ein alternatives Take, das während dieser Session entstand, wurde auf The Bootleg Series No. 7: No Direction Home herausgebracht.
Die Version, die 1966 als B-Seite von I Want You erschien, war ein Live-Mitschnitt aus einem Konzert am 14. Mai 1966 in Liverpool. Auch ein paar Tage später, am 17. Mai 1966, spielte Dylan den Song bei seinem Konzert 1966 in der Free Trade Hall in Manchester, das Columbia Records später im Zuge der Bootleg-Series offiziell auf CD veröffentlichte.

## Text
Just Like Tom Thumb’s Blues beschreibt albtraumartige Erlebnisse, die das lyrische Ich in der mexikanisch-amerikanischen Grenzstadt Juarez erlebt, die ihn schließlich dazu veranlassen zurück nach New York zu reisen. Beschrieben werden Depression, Drogenmissbrauch, Prostitution, korrupte Behörden, Krankheit und Verzweiflung. 
Der Text unterscheidet sich lyrisch stark von den anderen Werken, die Dylan auf Highway 61 Revisited veröffentlichte. Wie bei Like a Rolling Stone gibt es keine Verweise auf historische Figuren; die handelnden Charaktere sind das lyrische Ich und fiktive Frauenfiguren wie Saint Annie und Sweet Melinda. Bei ersterer handelt es sich offensichtlich um eine Art Drogendealerin, der er zu Dank verpflichtet ist.
Now if you see Saint Annie
Please tell her thanks a lot
Der kurz darauffolgende Vers:
I don’t have the strength
To get up and take another shot
verweist klar, wenn auch im Dealer-Slang (sich einen Schuss setzen), auf den Missbrauch von Drogen. Bei Sweet Melinda handelt es sich derweil um eine Prostituierte, die gut Englisch spricht und ihn einlädt. Auch die Erfahrungen mit den Behörden sind von schlechter Natur. Sie bestechen einen Wachtmeister und nehmen einen Mann für etwas übel in die Mangel, obwohl dieser eben erst in der Stadt angekommen ist. In der letzten Strophe beginnt das lyrische Ich eine Sauftour mit Burgunder und härteren Sachen. Er ist schwer davon getroffen, von allen allein gelassen worden zu sein und beschließt zurück nach New York zu gehen.
Das Lied greift die Thematik des Streunens auf Landstraßen auf und ähnelt so dem auf dem Album vorangegangenen Stück Highway 61 Revisited. Die Erfahrungen in Just Like Tom Thumb’s Blues sind derweil jedoch schlechter Natur.
Bob Dylan nutzt literarische Zitate und Verweise. Der Titel spielt auf Arthur Rimbauds Sonett My Bohemian Life (Fantasy) an, wo eine Figur namens Tom Thumb angesprochen wird. In der ersten Strophe ist von der Rue Morgue Avenue die Rede, was auf Edgar Allan Poes Der Doppelmord in der Rue Morgue verweist. Der erste Vers der vierten Strophe: Up on Housing Project Hill stammt aus Desolation Angels von Jack Kerouac. Auch rezitiert Dylan Malcolm Lowry und dessen Roman Unter dem Vulkan. Die Verse And she takes your voice // And leaves you howling at the moon sind nicht nur Metaphern für den Geschlechtsverkehr mit einer Prostituierten, sondern möglicherweise auch eine Anspielung auf den Country-Song Howlin’ at the Moon von Hank Williams; ein Musiker, den Dylan sehr bewunderte.

## Coverversionen
Wie viele Dylan-Songs ist auch Just Like Tom Thumb’s Blues von einer Vielzahl von Musikern gecovert worden. Zu ihnen zählen Gordon Lightfoot, Nina Simone, Judy Collins, Barry McGuire, Neil Young, Bryan Ferry und Grateful Dead.